# Atelopus varius
Atelopus varius är en groddjursart som först beskrevs av Lichtenstein och von Martens 1856.  Atelopus varius ingår i släktet Atelopus och familjen paddor. Inga underarter finns listade.

## Utseende
Honor är med en längd av 33 till 48 mm lite större än hannar som blir 27 till 39 mm långa. På grundfärgen som kan vara gul, gulgrön, orange eller röd förekommer oregelbundna svarta fläckar som kan vara sammanlänkade med varandra. Det finns även individer som saknar mörka fläckar. Huvudet kännetecknas av en spetsig nos och ögon med ljusgrön regnbågshinna. Atelopus varius har långa och smala extremiteter. Simhud finns bara mellan bakfötternas tår.

## Utbredning och ekologi
Denna padda förekommer med många små och glest fördelade populationer i Costa Rica och Panama. Arten lever i låglandet och i bergstrakter upp till 2000 meter över havet. Den vistas i regnskogar och i fuktiga bergsskogar. Atelopus varius hittas vanligen intill snabbt rinnande vattendrag. Individerna gömmer sig på natten i håligheter eller i den täta växtligheten. En studie från 2011 registrerade flera exemplar på växternas blad cirka 1 till 6 meter ovanför marken där de badade i solen. Under den torra perioden mellan december och maj samlas paddorna vid de kvarvarande vattenpölarna. Honan uppsöker vattnet för att lägga ägg och gömmer dessa på skuggiga platser mellan stenar.
Hannar visar anspråk på ett revir genom höga läten.

## Hot
Beståndet hotas främst av sjukdomen Chytridiomycosis som orsakas av svampar från släktet Batrachochytrium. Antagligen påverkas arten i framtiden negativt av klimatförändringar. Populationerna hotas dessutom av skogarnas omvandling till jordbruksmark, till vattenreservoar eller till gruvdriftsområden. Flera exemplar dödas av introducerade laxfiskar. Atelopus varius hotas även av vattenföroreningar. Uppskattningsvis minskade hela populationen mellan 1980-talet och 1990-talet med 80 procent. Det befaras att den kvarvarande populationen minskar mellan året 2000 och 2020-talet med ytterligare 80 procent. IUCN kategoriserar arten globalt som akut hotad.

## Bildgalleri

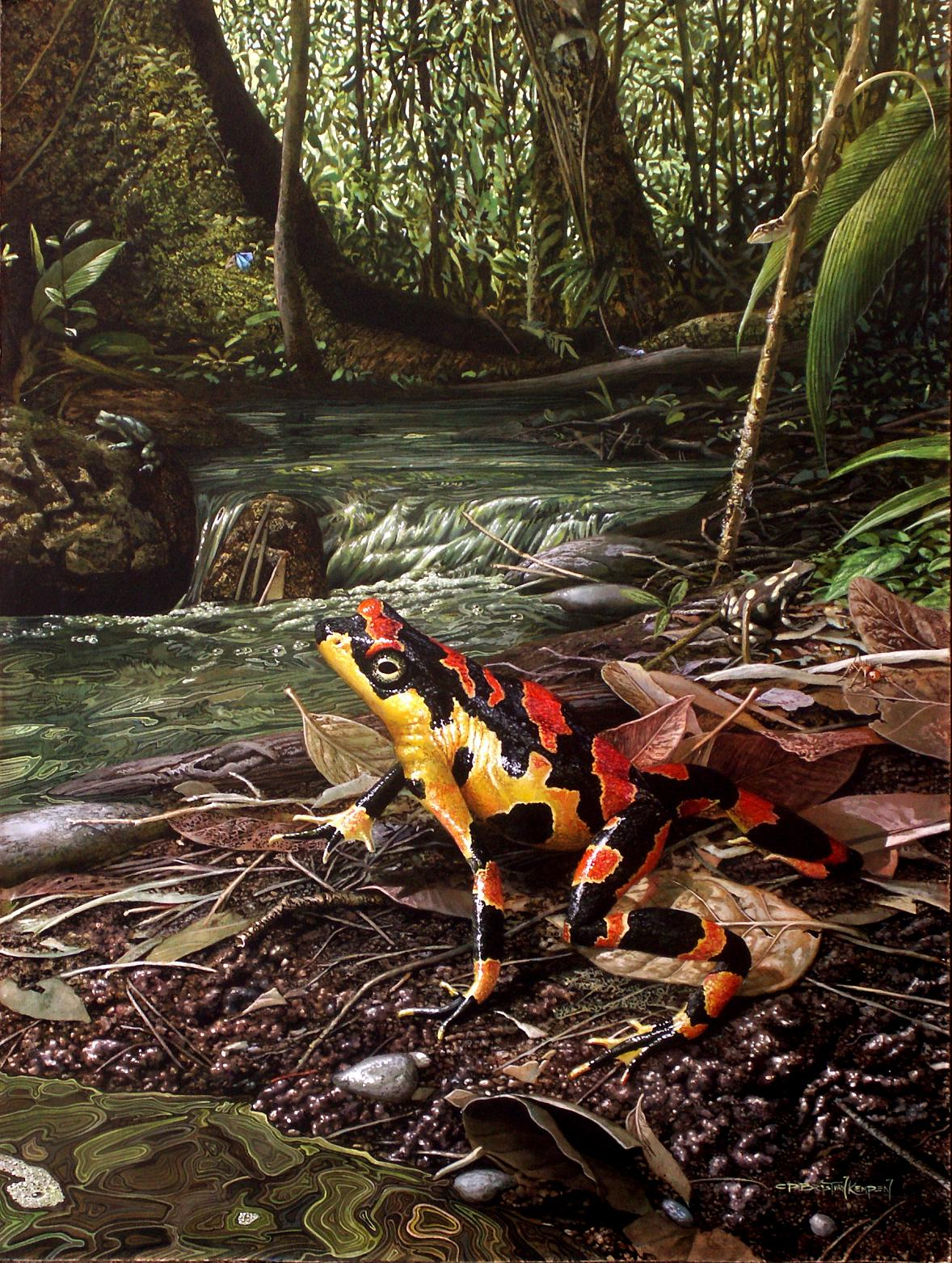
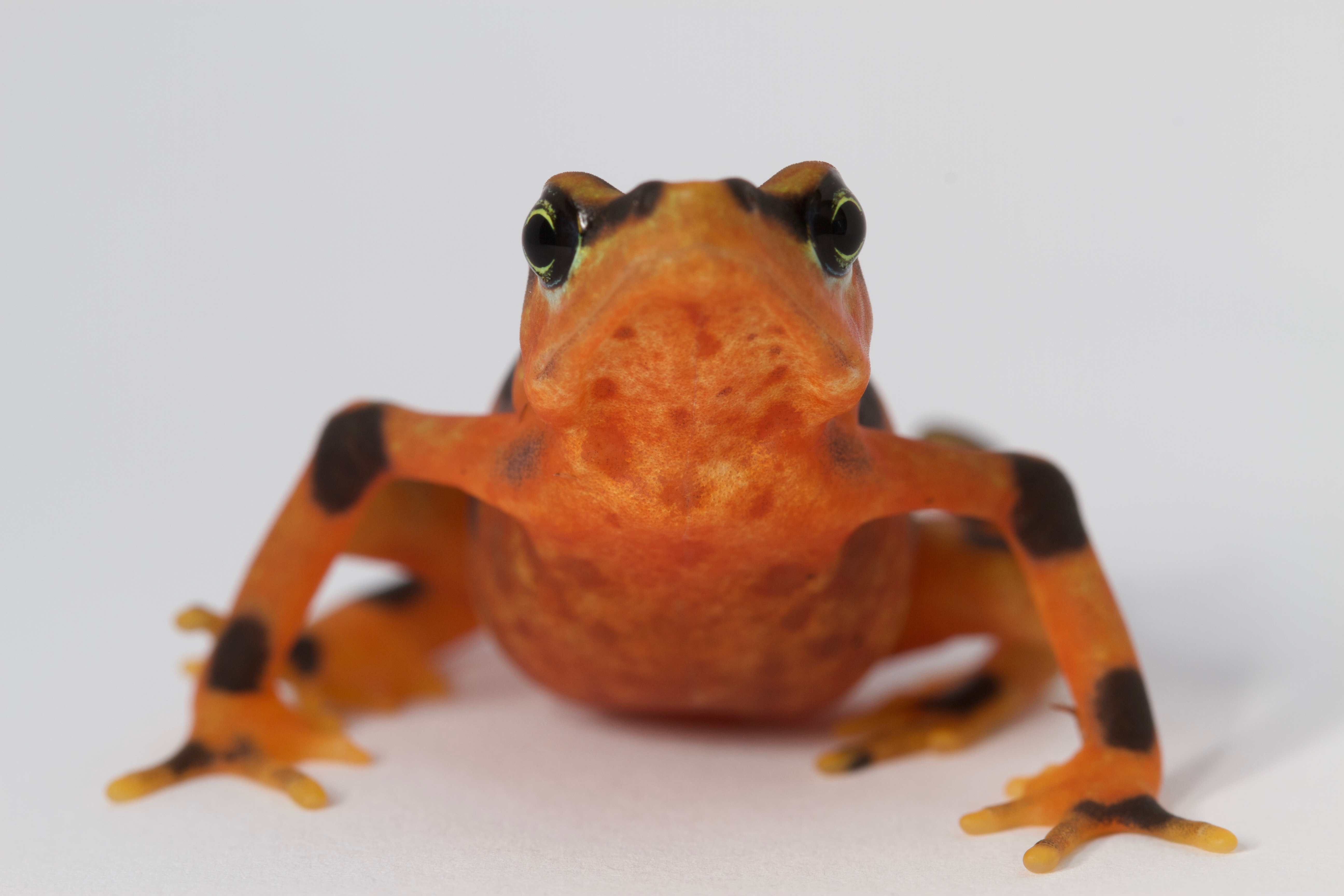